# Karalábé
| Energia 27 kcal 113 kJ                                                                          |       |
| Szénhidrátok                                                                                    | 6.2 g |
| - Cukrok 2.6 g                                                                                  |       |
| - Étkezési rostok 3.6 g                                                                         |       |
| Zsír                                                                                            | 0.1 g |
| Fehérje                                                                                         | 1.7 g |
| Víz                                                                                             | 91 g  |
| C-vitamin 62 mg                                                                                 | 75%   |
| A százalékos értékek az amerikai felnőttek számára javasolt napi mennyiségre (RDA) vonatkoznak. |       |

A karalábé vagy kalarábé (Brassica oleraceae convar. acephala var. gongylodes) a káposztafélék családjába tartozó zöldségnövény.
Magas B1-, B2-, B6- és C-vitamin (63 mg/100 g) tartalma miatt ajánlatos a nyers fogyasztása. Tartalmaz még kalciumot, káliumot, magnéziumot, vasat, valamint meszet és foszfort is. Nem savanyítható, konzerválásra is alkalmatlan. Viszont egész évben termeszthető, és már tyúktojás nagyság elérésekor szedhető. A karalábét magas vitamintartalma miatt az alternatív gyógyászat hívei méregtelenítő hatásúnak tartják, ami bár nem igaz, de ettől függetlenül a  karalábé mindenképpen egészséges.

## Fajták
Vannak hajtatásra alkalmas fajták, amelyek rövid tenyészidejűek, hideg- és fényszegény körülményekhez alkalmazkodtak, valamint hosszabb tenyészidejű őszi-téli felhasználásra alkalmas fajták, amelyeknél lényeges szempont, hogy ne legyenek fásodásra hajlamosak.

## Képek

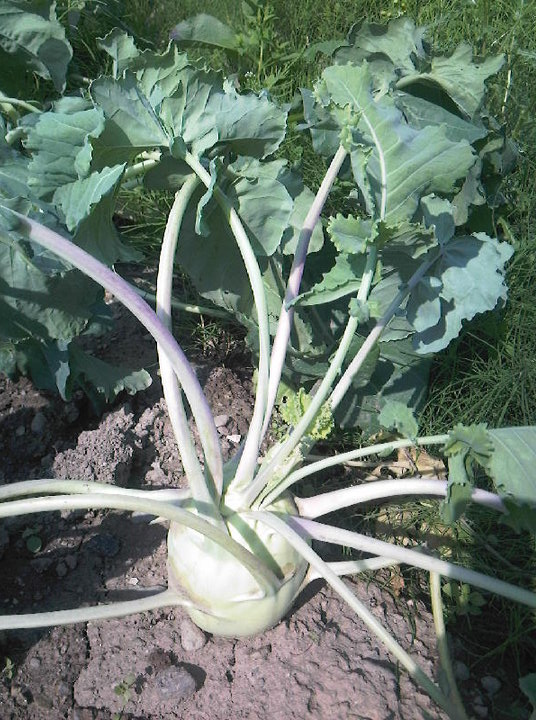
Karalábé levelekkel
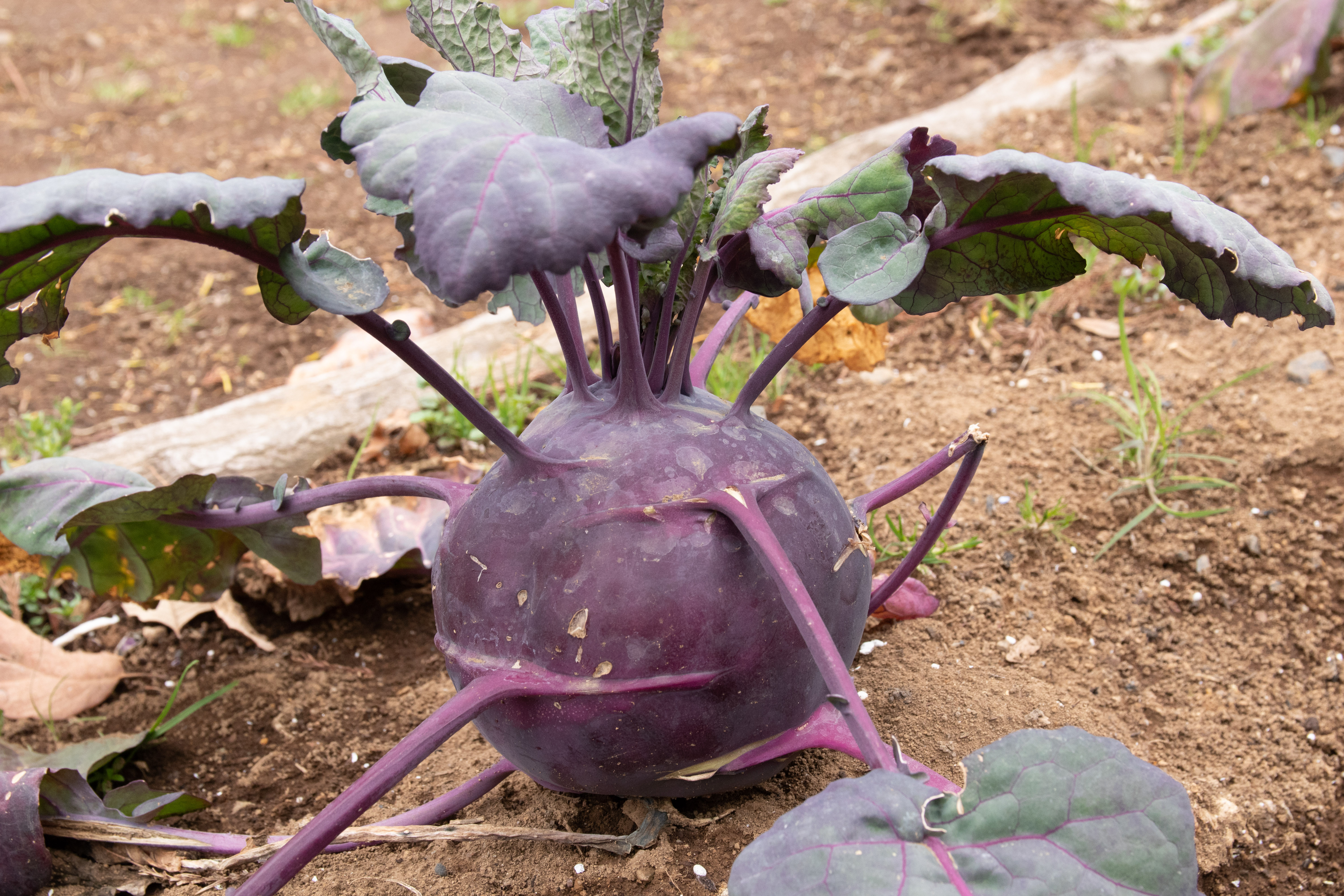
lila karalábé